# Feliks Sauter
Feliks Sauter (ur. 2 stycznia 1905 w Lublinie, zm. 24 lutego 1975 w Gdańsku) – polski inżynier mechanik, wykładowca Politechniki Gdańskiej.

## Życie i działalność
W lipcu 1920 roku został harcerzem III Lubelskiej Drużyny Skautowej im. Romualda Traugutta. Brał udział w wojnie polsko-bolszewickiej w obronie Lublina w służbach pomocniczych 23 Lubelskiego Pułku Piechoty. W 1924 roku ukończył Szkołę Handlową Zgromadzenia Kupców Miasta Lublina w Lublinie. Od 1924 roku mieszkał w Gdańsku. W latach 1924–1937 studiował na Wydziale Mechanicznym Politechniki Gdańskiej. Był działaczem Bratniej Pomocy Zrzeszenia Studentów Polaków Politechniki Gdańskiej i kierownikiem sekcji lekkoatletycznej w Akademickim Związku Sportowym (AZS). W 1932 roku został prezesem Okręgowego Związku Bokserskiego AZS w Lublinie. W trakcie studiów pracował m.in. w Fabryce Maszyn i Narzędzi Rolniczych i Zakładach Kotlarsko-Mechanicznych w Lublinie, w Dyrekcji Kolei Państwowych w Gdańsku, w gdyńskiej elektrowni oraz w Stoczni w Gdańsku-Pleniewie. 23 listopada 1937 roku ukończył studia na Wydziale Mechanicznym Politechniki Gdańskiej z tytułem dyplomowany inżynier mechanik. 
W 1937 roku był zatrudniony w Fabryce Traków i Maszyn do Drewna „Blumwe” w Bydgoszczy. W latach 1938–1944 pracował w Wydziale Turbinowym w Zakładach Elektromechanicznych „Rohn-Zieliński” w Warszawie, gdzie w 1939 roku pełnił funkcję kierownika Wydziału Turbinowego, a podczas okupacji niemieckiej, do sierpnia 1944 roku, dodatkowo Wydziału Pomp. Po upadku powstania warszawskiego kilka miesięcy pracował jako monter turbinowy w cukrowni „Józefów” w Błoniu pod Warszawą. W lutym 1945 roku powrócił do firmy Zakłady Elektromechaniczne „Rohn-Zieliński” i organizował od marca 1945 roku jej filię w Łodzi. Od marca 1945 do lutego 1946 roku był wykładowcą na Politechnice Łódzkiej.
Od 1 lutego 1946 roku mieszkał w Gdańsku. Od lutego do września 1946 roku był kierownikiem technicznym działu chłodniczego w Rzeźni Miejskiej w Gdańsku. 
Od 1 października 1946 do 1975 roku pracował na Politechnice Gdańskiej. Od 1946 roku pełnił funkcję: adiunkta i kierownika Laboratorium Maszynowego i siłowni cieplnej na Wydziale Mechanicznym. W 1949 roku otrzymał tytuł zastępcy profesora. Na Politechnice Gdańskiej pełnił funkcje: w latach 1949-1956 kierownika Katedry Pomiarów, Badań Maszyn i Gospodarki Cieplnej i Zakładu Pomiarów i Badań Maszyn Cieplnych na Wydziale Mechanicznym, w latach 1956-1965 kierownika Katedry Pomiarów Maszynowych na Wydziale Maszynowym, w latach 1965-1968 był kierownikiem Katedry i Zakładu Pomiarów Maszynowych na Wydziale Budowy Maszyn.
1 października 1970 roku przeszedł na emeryturę. 
Stworzył na Politechnice Gdańskiej laboratorium maszyn cieplnych prowadził badania urządzeń cieplnych oraz kierował badaniami prototypów maszyn parowych okrętowych, kotłów centralnego ogrzewania, nagrzewnic powietrznych.
Był konsultantem wielu projektów i remontów sieci centralnego ogrzewania m.in.: Centralnej Szkole Rolniczej w Elblągu, budynków w Gdańsku: Samopomocy Chłopskiej, Państwowych Nieruchomości Ziemskich, Domu Towarowym Gdańskiej Spółdzielni Spożywców oraz Fabryce Maszyn i Turbin w Elblągu. 
Był projektantem systemu ogrzewania i wietrzenia hali sportowej ze sztucznym lodowiskiem na 11 000 osób w Łodzi. Opracowane przez Feliksa Sautera metody badań cieplnych siłowni okrętowych zastosowano w przemyśle stoczniowym przy badaniach prototypów i próbach zdawczo-odbiorczych statków seryjnych.
W latach 1946-1950 pełnił funkcję inspektora nadzoru instalacji sanitarnych w Gdańskiej Dyrekcji Odbudowy, w latach 1950–1969 był weryfikatorem i konsultantem do spraw wentylacji i centralnego ogrzewania Biura Projektów „Miastoprojekt” w Gdańsku. W latach 1957–1970  był rzeczoznawcą kontroli produkcji eksportowej maszyn i urządzeń w Przedsiębiorstwie Państwowym „Polcargo” w Gdańsku i Polskiej Izby Handlu Zagranicznego w Warszawie.
W latach 1920-1924 należał do Związku Harcerstwa Polskiego, w latach 1947-1975 do Polskiego Zrzeszenia Inżynierów i Techników Sanitarnych Naczelnej Organizacji Technicznej (w 1947 roku był współzałożycielem oddziału gdańskiego, w latach 1947-1952 pełnił funkcję przewodniczącego), w latach 1946-1975 był członkiem Związku Nauczycielstwa Polskiego.

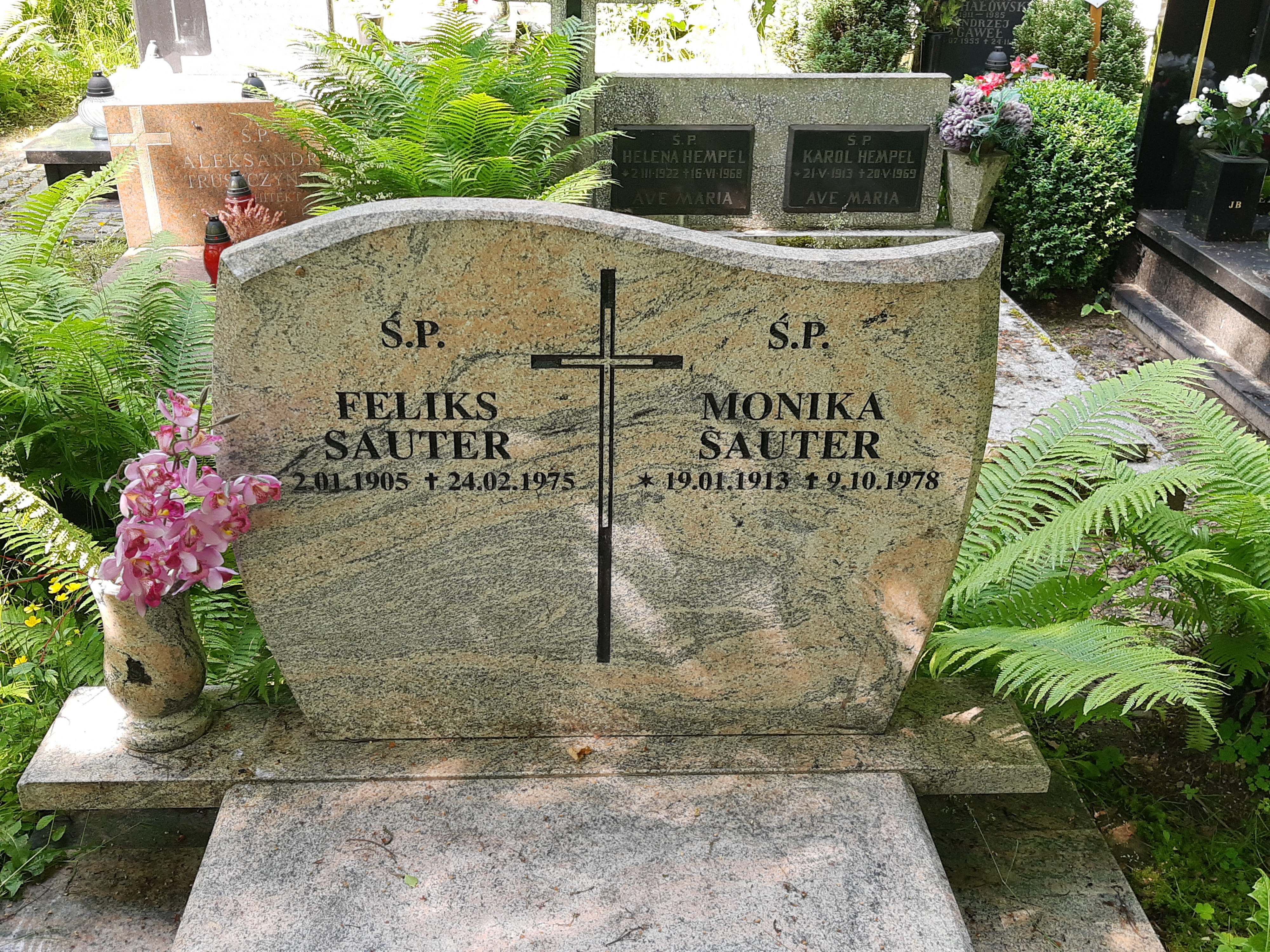
Grób doc. Feliksa Sautera na Cmentarzu Srebrzysko

Pochowany na gdańskim cmentarzu Srebrzysko (rejon VI, taras V-9-7/8).

## Publikacje
- Współautor: Pomiary i badania maszyn cieplnych. Cz.I. Kotły parowe i silniki cieplne, Warszawa 1962.
- Współautor z Wiesławem Łukomskim: Rys historyczny XV-lecia istnienia Oddziału Gdańskiego Polskiego Zrzeszenia Inżynierów i Techników Sanitarnych, Gdańsk 1962.

## Nagrody, wyróżnienia, odznaczenia
- Złoty Krzyż Zasługi
- Złota Odznaka Polskiego Zrzeszenia Inżynierów i Techników Sanitarnych
- Złota Odznaka Akademickiego Zrzeszenia Sportowego